# 847 v.Chr.
Het jaar 847 v.Chr. is een jaartal volgens de christelijke jaartelling.

## Gebeurtenissen

### Egypte
- Begin van de regeerperiode van farao Takelot II in Egypte.

## Overleden
- Farao Osorkon II